# 제임스 헨리 돈웰

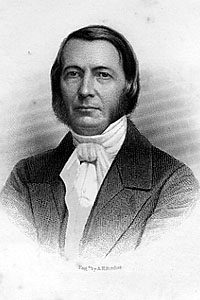
제임스 헨리 돈웰

제임스 헨리 돈웰( James Henley Thornwell, 1812년 12월 9일 - 1862년 8월 1일)은 미국 사우스캐롤라이나주 출신의 장로교 목회자이다. 미국 시민전쟁 당시, 아메리카 남부 연합을 지지하였으며 노예제가 도덕적으로 옳으며 기독교의 교리에 합당하다고 주장하였다. 그는 장로교의 옛학파에 속하였으며 그의 사회적 문제에 관한 신학도 그것에 따르고 있다. 그는 찰스 핫지와 동시대의 사람으로 그와 교회론에 대하여 논쟁을 하였다.

## 생애
그는 19살에 사우스캐롤라이나 대학교를 졸업하고 하버드 신학교에서 잠시 공부하였다. 하지만, 하버드 신학과 문화에 물들지 않고, 그는 그의 고향에서 장로교 목회자가 되었다.
1837년에 그는 존 위더스푼의 증손녀인 낸시 위더스푼과 결혼을 하였다.
그는 사우스 캐롤라이나 대학에서 가르친 후 1851년에는 총장이 되었다.
그는 정통적 성경교리를 변호하였지만, 믿음과 과학의 타협을 강조하였다. 특히 창세기 1장에서 창조의 하루 개념을 24시간 보다 긴 개념으로 생각하였다.
1862년 그는 결핵으로 사망하였다.

## 노예제도에 대한 관점
그는 노예제도가 성경에서 죄라고 구체적으로 언급하지 않은 것에 대하여 강조하였고, 북아메리카의 공장에서 노동력을 착취하는 것에 반하여 남부의 농장지대에서는 노예들을 인격적으로 잘 보살피고, 하나의 가족으로 여긴 것을 오히려 더 성경적이라고 주장하였다.
그의 유명한 설교 중에 <주인의 권리와 의무(1851)>에서는 세계는 전쟁터이며 특히 기독교와 무신론자들간의 싸움이며 인류의 발전이 위기에 있음을 설파하였다.

## 관련 문헌
- The Metaphysical Confederacy: James Henley Thornwell and the Synthesis of Southern Values ( Mercer University Press, 1986)